# Апер Марлборо (Мериленд)
Апер Марлборо (енгл. Upper Marlboro) град је у америчкој савезној држави Мериленд.

## Демографија
По попису из 2010. године број становника је 631, што је 17 (-2,6%) становника мање него 2000. године.
| Група             | 2000.       | 2010.       |
| Белци             | 330 (50,9%) | 209 (33,1%) |
| Афроамериканци    | 292 (45,1%) | 365 (57,8%) |
| Азијати           | 7 (1,1%)    | 7 (1,1%)    |
| Хиспаноамериканци | 10 (1,5%)   | 26 (4,1%)   |
| Укупно            | 648         | 631         |